# بریستول ریسر
بریستول ریسر (به انگلیسی: Bristol Racer) یک هواگرد ساختِ کارخانهٔ بریستول ایروپلین در کشور بریتانیا است . این هواگرد برای نخستین بار در ۱۹۲۲ میلادی مورد استفاده قرار گرفت.